# ケープエリザベス (メイン州)
ケープエリザベス（英: Cape Elizabeth）は、アメリカ合衆国メイン州南部海岸のカンバーランド郡にある町である。人口は9,535人（2020年）。ケープエリザベスは、ポートランド・サウスポートランド・ビデフォード都市圏に属している。
ケープエリザベスでは、毎年ビーチ・ツー・ビーコン 10k ロードレースが行われる。クレセント・ビーチ州立公園（「ビーチ」）をスタートに、ポートランドヘッド灯台（「ビーコン」）をゴールに行われる。アメリカ合衆国全国からランナーが参加し、世界中の知られた運動選手も参加している。町内には教育学区が1つのみある。ケープエリザベス高校の運動チームは「ケーパーズ」と称している。

## 歴史
1605年頃、ケープエリザベスとなった岬の南端の先にあるリッチモンド島を、サミュエル・ド・シャンプランが訪れており、1628年には交易基地が置かれていた。探検家のジョン・スミスが1615年にニューイングランドを探検して地図を作っており、主にインディアンが使っていた名前に基づいて地名を付けていた。スミスがその地図をイングランド王チャールズ1世に提出したとき、「原住民の名前」を英語のものに自由に変えても構わないと提案した。国王は多くの変更を行ったが、今日でもその名前が4つだけ残っており、そのうちの1つがケープエリザベスであり、その姉であるエリザベス・ステュアートを称えて名付けたものだった。
ヨーロッパ人が最初に住んだのはリッチモンド島だった。1628年、ウォルター・バグノールが交易基地を設立して、ラム酒とビーバーの皮を取引したものであり、土地の所有権は持っていなかった。その主たる目的はインディアンとの利益の上がる交易を推進することであり、歴史家のジョージ・J・バーニーは「その方法について何の後ろめたさもなかった」と記している。しかし、1631年10月にバグノールはインディアンに殺され、その交易基地も焼かれてしまった。
その2か月後、ロンドンのプリマス会社がイングランドのプリマスの商人、ロバート・トレローニーとモーゼス・グッドイヤーにリッチモンドを払下げ、彼らはそこを漁業と交易の中心にした。1638年までに、トレローニーは漁業で60人を雇用して使っていた。本土の最初の開拓者はジョージ・クリーブとリチャード・タッカーであり、1630年に島の対岸、スパーウィンク川近くに入った。彼らは農耕、漁業、交易を行った。その2年後、トレローニーの代理人であるジョン・ウィンターから追い出されることになった。1636年、メインの領主フェルディナンド・ゴージズ卿が、マチェゴンと呼ばれたネック部、現在のポートランドを含む1,500エーカー (6.1 km²) の土地をクリーブとタッカーに与えた。1643年、イングランドの議員アレクサンダー・リグビーが既存のプロウ・オブ・リゴニア特許地を購入し、その範囲には現在のケープエリザベスも含まれていた。

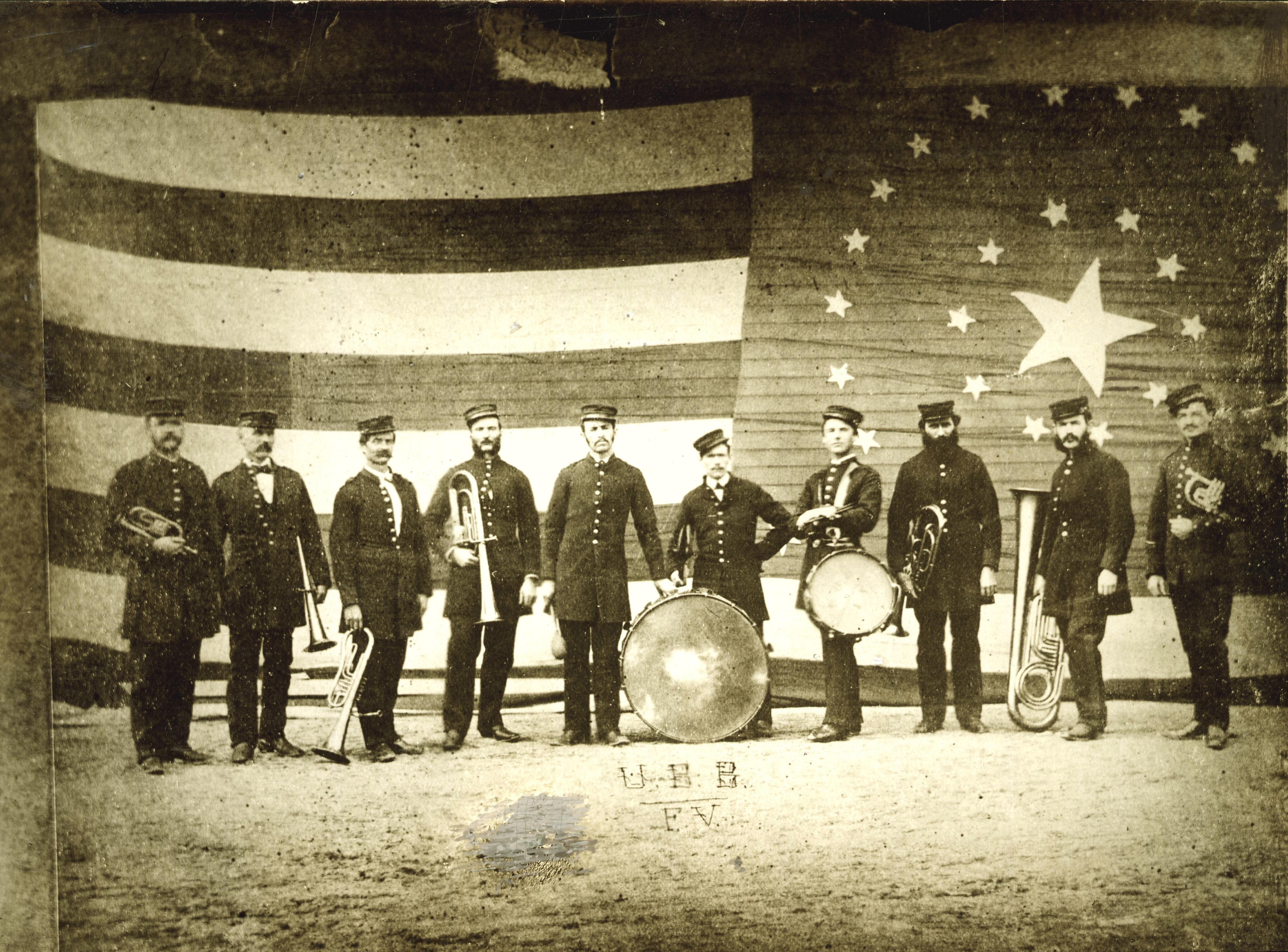
ユニオン・ブラスバンド、1873年

フォア川沿いにあったケープエリザベス開拓地はパープードックと呼ばれていた。フィリップ王戦争の1675年にはインディアンに攻撃された。ウィリアム王戦争のとき、ベンジャミン・チャーチ少佐の300名を率いた第2回目の遠征隊は、開戦から1年後の1690年9月11日にカスコ湾に到着した。アンドロスコギン川を遡り、ペジェプスコット砦（現在のメイン州ブランズウィック）に達した。そこからは40マイル (64 km) 上流にいってインディアンの集落を攻撃した。撤退中のインディアンの3人ないし4人が銃で撃たれた。インディアンのウィグワムの中に捉われていたイングランド人5人が見つけられた。捕虜にした者の中から6人ないし5人が見せしめのために殺された。その他捕虜9人を連れて行った。その数日後、インディアンが報復のためにケープエリザベスのパープードックポイントでチャーチ隊を攻撃し、7名を殺し、24名を負傷させた。9月26日、チャーチはニューハンプシャーのポーツマスに戻った。
アン女王戦争の1703年、ケープエリザベスの町が破壊された。1719年または1720年に再度入植が行われた。
1765年11月1日、ケープエリザベスは当時ポートランドと呼ばれていたファルマスから分離し、メインの23番目の町となった。最初のタウンミーティングは1765年12月2日に開催された。1895年には町内からサウスポートランドが分離したが、その町域にはジョン・カルビン・スティーブンスが設計した多くの家屋があった。
1872年、ポートランドヘッド灯台周辺で砲台基礎の建設が始まり、1899年には南北戦争のセス・ウィリアムズ少将にちなんで、ウィリアムズ砦と名付けられることになった。この砦はポートランド港に入る南口を守った。1899年から1962年まで現役だったが、この年にケープエリザベス町が約20万ドルで購入した。今日フォートウィリアムズ公園にはポートランドヘッド灯台と博物館、砦の幾らかの名残、ゴッダード邸宅の名残があり、その他テニスコート、野球場とスタンド、その他レクリエーション施設がある。この公園は町が維持しており、大衆が無料で利用できるよう確保するために、駐車場料金も繰り返し免除にしてきた。

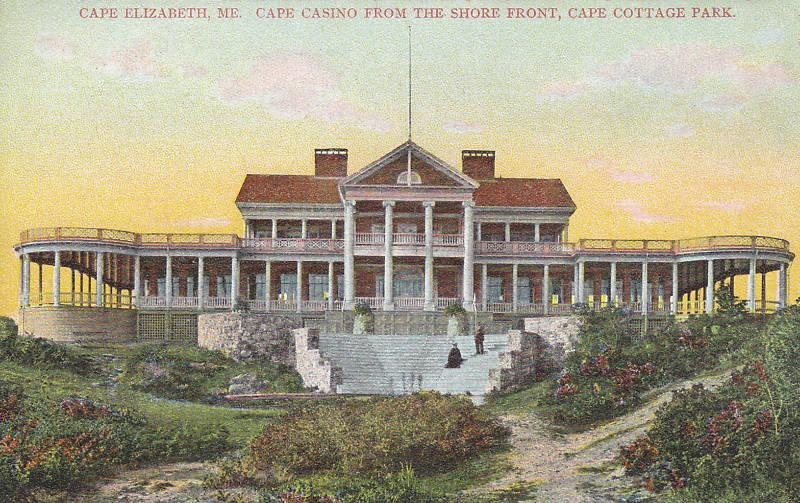
ケープコテージ・カジノ、1908年
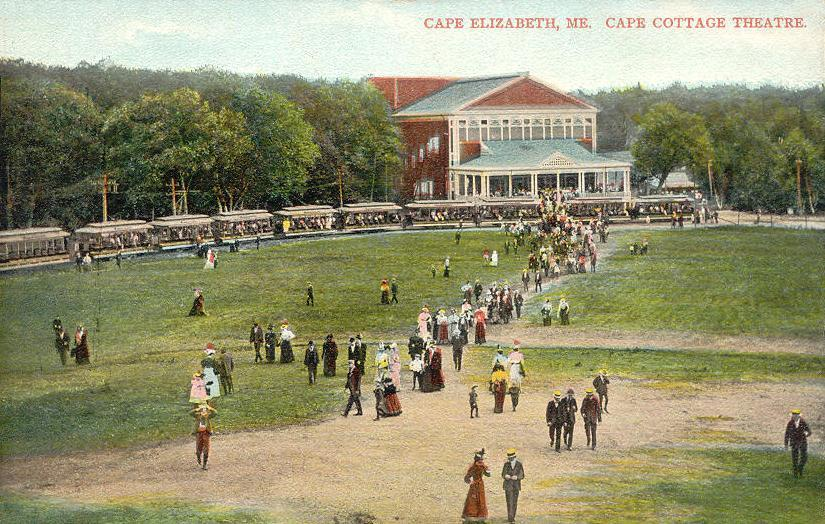
ケープコテージ劇場、1908年
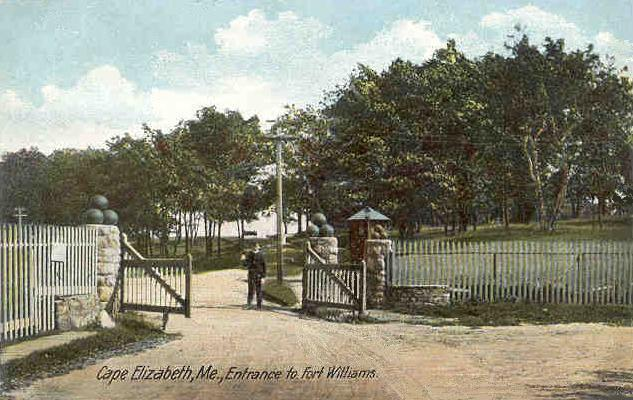
ウィリアムズ砦の入り口、1907年
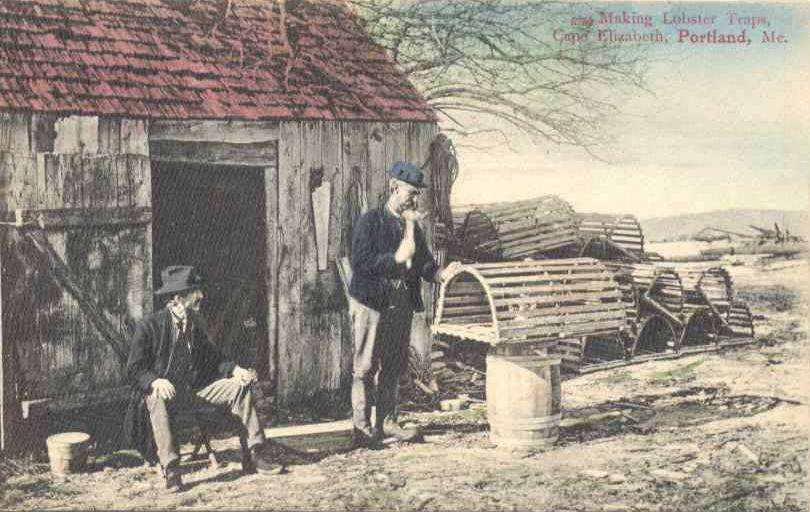
ロブスターの罠を作っているところ、1904年頃

## 地理

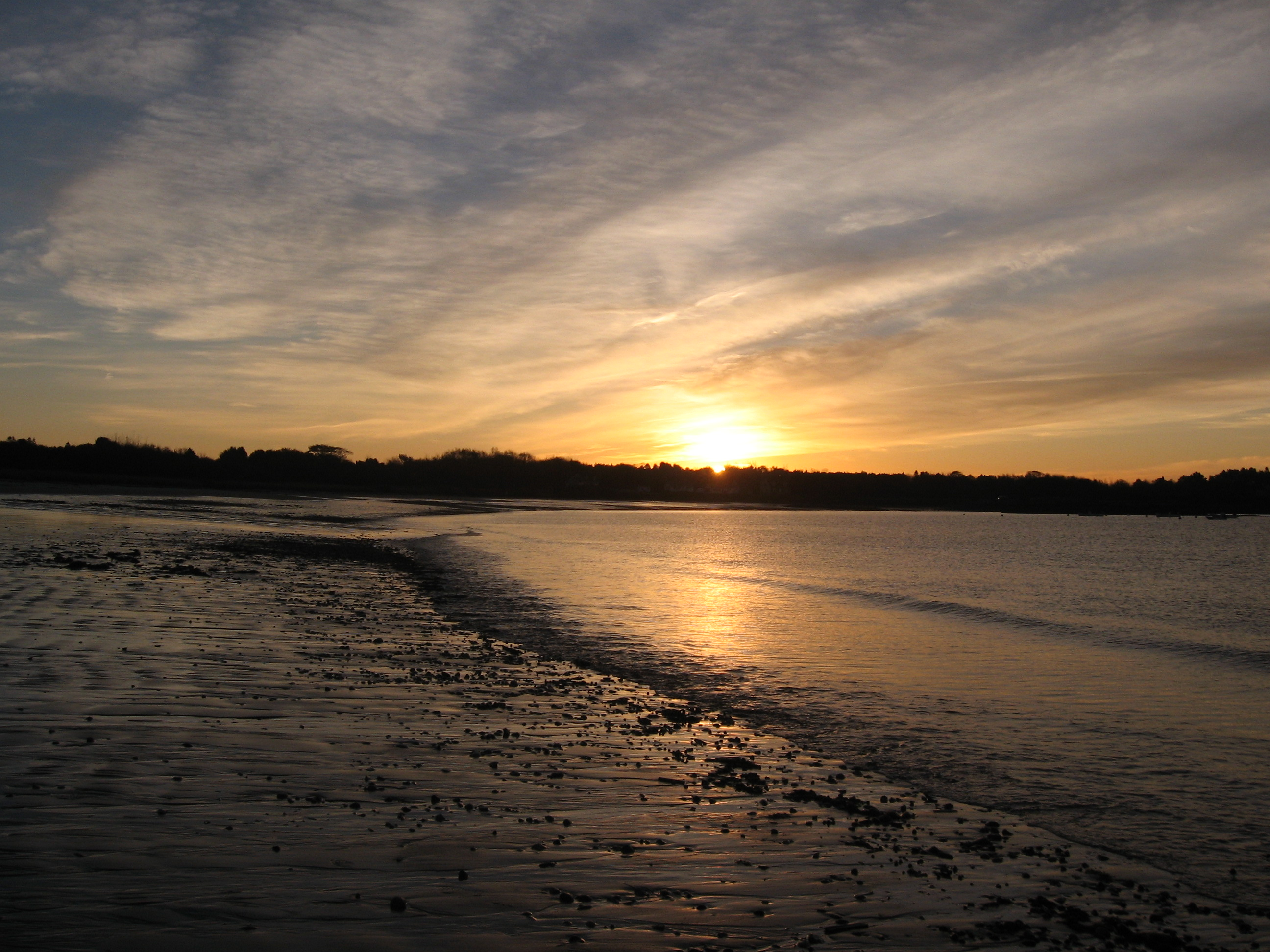
ケープエリザベス海浜の日の出

アメリカ合衆国国勢調査局に拠れば、町域全面積は45.93平方マイル (118.96 km2)であり、このうち陸地14.70平方マイル (38.07 km2)、水域は31.23平方マイル (80.89 km2)で水域率は68.00%である。最寄りの年はポートランド市である。ケープエリザベスは北にサウスポートランド市、南にスカボロー町と接している。
町域には2つの島が入っている。ラム島は小さな無人島であり、近年民営化されたラム島レッジ灯台のラム島レッジ（岩棚）に直接隣接している。リッチモンド島は広さが226エーカー (91 ha) あり、元々はインディアンが住んでいたが、その後イングランド人開拓者が入り、現在は羊の小さな群れが居る以外は無人である。ケープエリザベスでは最も著名な資産家のスプラーグ家の所有になっており、同家は本土でもラム島農園などを所有している。
ケープエリザベスには海岸の公園が3つある。すなわちフォートウィリアムズ公園、ツーライツ州立公園、クレセント・ビーチ州立公園である。さらに民間の非営利法人であるケープエリザベス土地信託が、公共のために22区画、総計560エーカー (230 ha) の土地を保有しており、その大半では自動車の入れないトレイルによる大きな体系を維持している。
ケープエリザベス町自体は保護の目的で所有、あるいは権益の下に923エーカー (369 ha) の土地を所有している。

## 人口動態

### 2010年国勢調査
以下は2010年の国勢調査による人口統計データである。
| 基礎データ - 人口: 9,015 人 - 世帯数: 3,616 世帯 - 家族数: 2,620 家族 - 人口密度: 236.8人/km2（613.3 人/mi2） - 住居数: 3,963 軒 - 住居密度: 104.1軒/km2（269.6 軒/mi2） 人種別人口構成 - 白人: 96.6% - アフリカン・アメリカン: 0.5% - ネイティブ・アメリカン: 0.2% - アジア人: 1.4% - 太平洋諸島系: 0.1% - その他の人種: 0.3% - 混血: 1.0% - ヒスパニック・ラテン系: 1.4% | 年齢別人口構成 - 18歳未満: 25% - 18-24歳: 4.5% - 25-44歳: 17.3% - 45-64歳: 37.3% - 65歳以上: 16.1% - 年齢の中央値: 47歳 - 性比（女性100人あたり男性の人口） - 総人口: 93.1 世帯と家族（対世帯数） - 18歳未満の子供がいる: 33.5% - 結婚・同居している夫婦: 62.5% - 未婚・離婚・死別女性が世帯主: 7.3% - 非家族世帯: 27.5% - 単身世帯: 22.9% - 65歳以上の老人1人暮らし: 10.7% - 平均構成人数 - 世帯: 2.49人 - 家族: 2.95人 |

### 2000年国勢調査
以下は2000年の国勢調査による人口統計データである。
| 基礎データ - 人口: 9,068 人 - 世帯数: 3,488 世帯 - 家族数: 2,605 家族 - 人口密度: 237.7人/km2（615.5 人/mi2） - 住居数: 3,724 軒 - 住居密度: 97.6軒/km2（252.8 軒/mi2） 人種別人口構成 - 白人: 98% - アフリカン・アメリカン: 0.3% - ネイティブ・アメリカン: 0.06% - アジア人: 0.99% - 太平洋諸島系: 0.06% - その他の人種: 0.12% - 混血: 0.49% - ヒスパニック・ラテン系: 0.50% | 年齢別人口構成 - 18歳未満: 26.5% - 18-24歳: 3.7% - 25-44歳: 23.5% - 45-64歳: 30.3% - 65歳以上: 16.0% - 年齢の中央値: 43歳 - 性比（女性100人あたり男性の人口） - 総人口: 91.4 - 18歳以上: 85.4 世帯と家族（対世帯数） - 18歳未満の子供がいる: 36.0% - 結婚・同居している夫婦: 65.7% - 未婚・離婚・死別女性が世帯主: 6.5% - 非家族世帯: 25.3% - 単身世帯: 21.1% - 65歳以上の老人1人暮らし: 9.9% - 平均構成人数 - 世帯: 2.57人 - 家族: 3.01人 | 収入と家計 - 収入の中央値 - 世帯: 72,359米ドル（2007年推計では92,604ドル） - 家族: 86,126米ドル - 性別 - 男性: 61,128米ドル - 女性: 32,500米ドル - 人口1人あたり収入: 37,983米ドル - 貧困線以下 - 対人口: 3.1% - 対家族数: 1.3% - 18歳未満: 1.5% - 65歳以上: 8.1% |

## 教育
ケープエリザベス教育部は、ポンドコーブ小学校、ケープエリザベス中学校、ケープエリザベス高校で構成され、町の公立学校である。その事務所はケープエリザベス町役場の通り向かいにある。町内に私立学校は無いが、保育園が例外である。ケープエリザベス高校は1877年に最初の卒業生を出した。
ケープエリザベスにはポートランド大都市圏では最古クラスの現在も運営されている保育園の1つ、レッジミア・カントリー・デイスクールがある。1935年に開設され、それいらい同じ場所で運営されているが、オーナーは何度か変わってきた。

## 政府と政治
ケープエリザベスは、町政委員会・町マネジャー方式の政府を採用している。町政委員会の7人の委員は、町全体を選挙区に、無党派選挙で、3年を任期に選出されている。毎年の選挙で一部が改選されている。ケープエリザベス教育委員会も委員は7人であり、町政委員と同様、町全体を選挙区に、無党派選挙で、3年を任期に選出されている。毎年の選挙で一部が改選されている。

## メディア
ケープエリザベスでは、コミュニティ新聞の「ケープ・クーリエ」が発行されており、週2回発行、非営利、ボランティアに支援されている。エレン・ヴァン・フリートとジャン・ソランドが1988年に発刊した。「ザ・カレント」は週刊紙であり、2001年に発刊した。隣のスカボローやサウスポートランドにも配布されている。町で最初の新聞は、1868年に不動産仲介業者のジョージ・リビーが始めた「カスケット」だった。1895年に発刊した週刊紙「コースト・ウォッチ」は20年間継続した。1881年、「ケープエリザベス・センティネル」がフェリー・ビレッジで発行されたが、そこは現在サウスポートランドに属している。この週刊紙は30年間発行し続けた。

## 見どころ
- ビーチ・ツー・ビーコン 10k
- ケープエリザベス灯台
- クレセント・ビーチ州立公園
- フォートウィリアムズ公園
- ポートランドヘッド灯台
- ラム島レッジ灯台
- スパーウィンク会衆派教会
- スパーウィンク川
- ツーライツ州立公園

## 著名な出身者
- ジョーン・ベノイト・サミュエルソン、マラソン選手、ロサンゼルスオリンピックで金メダルを獲得した。
- ジョン・フォード、映画監督、『駅馬車』など136本の作品を監督した。
- ゲイリー・メリル、俳優、『頭上の敵機』などに出演した。